# Loupes
Loupes é uma comuna francesa na região administrativa da Nova Aquitânia, no departamento da Gironda. Estende-se por uma área de 4,9 km². Em 2010 a comuna tinha 826 habitantes (densidade: 168,6 hab./km²).